# Garcinia bracteata
Garcinia bracteata là một loài thực vật có hoa trong họ Bứa. Loài này được C.Y.Wu ex Y.H.Li mô tả khoa học đầu tiên năm 1981.